# Educación Secundaria Técnica

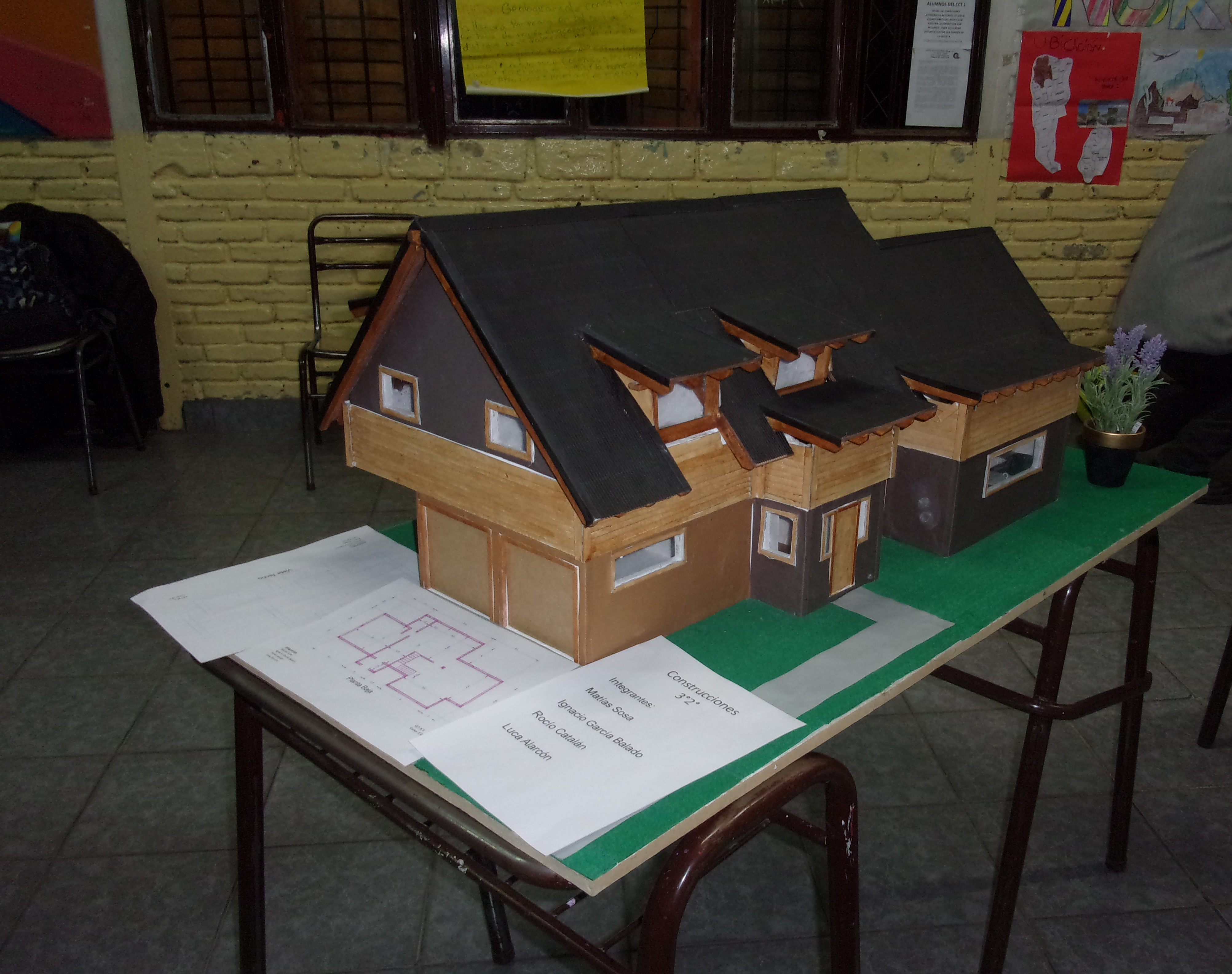
Muestra de trabajos en Centro de Capacitación Técnica N.º 1. Bariloche. Río Negro

La Educación Técnica en la Argentina hace referencia a las instituciones de enseñanza para la formación de técnicos. Están insertas dentro del nivel medio y existen una diversidad de ofertas académicas que responden a distintos perfiles profesionales: construcciones civiles, electromecánica,  química, informática, agropecuaria, etc. En esta definición se incluyen los Centros de Formación Profesional, que forman recursos humanos especializados en funciones y labores que responden a un área determinada de servicios. La normativa que rige esta modalidad educativa es la Ley de Educación Técnico Profesional N.º 26.058/05.

## Historia de la Educación Técnica Argentina

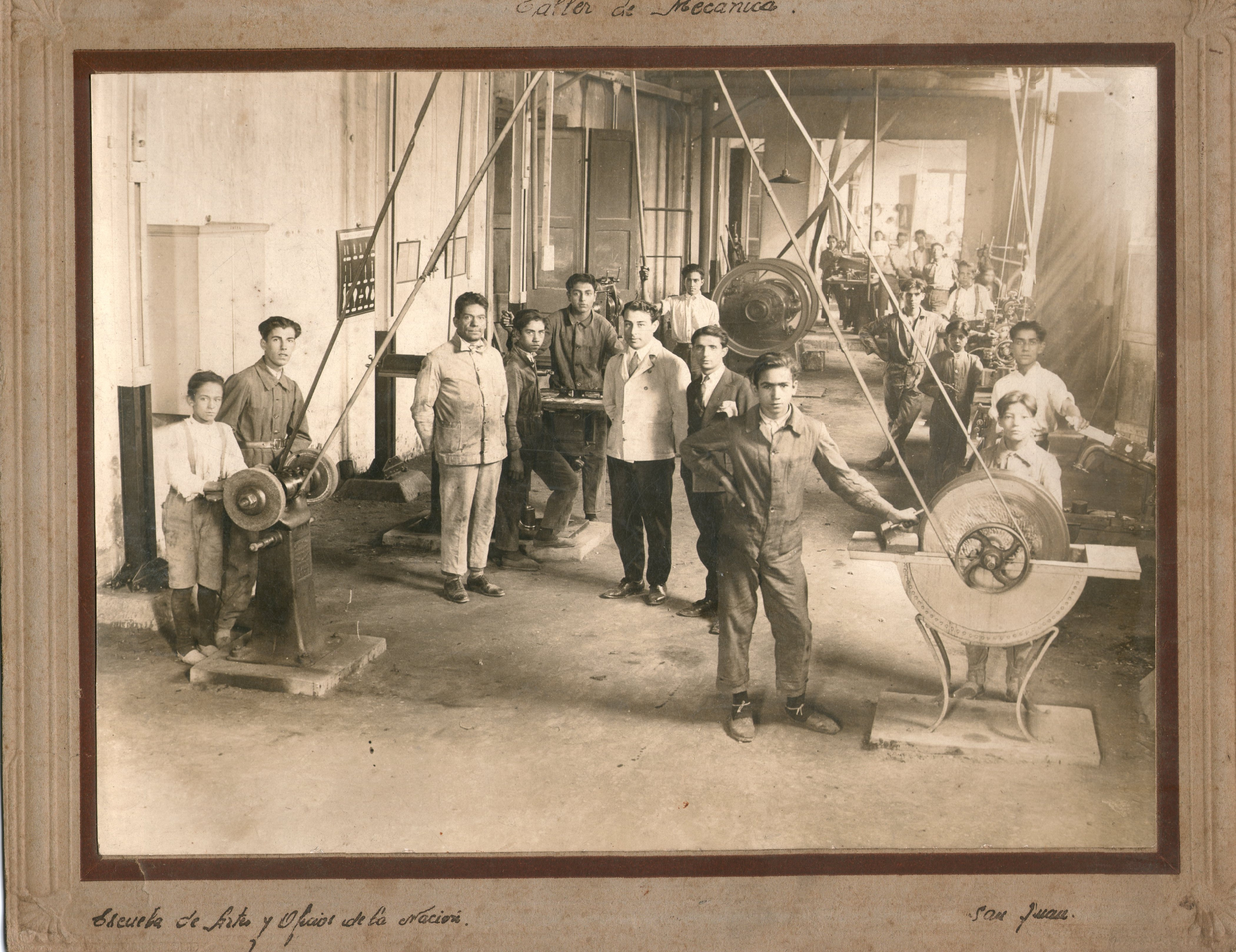
Taller de la Escuela de Artes y Oficios, San Juan, Argentina.

La educación técnica nace como apéndice de las antiguas escuelas de artes y oficios a fines del siglo XIX y principios del siglo XX. La formación técnica brindó la posibilidad de obtener un conocimiento más concreto y acabado sobre demandas puntuales de que el avance tecnológico exigía. El comienzo de las escuelas técnicas en la Argentina fue la capacitación de mano de obra calificada, conocida como “Obrero Calificado en el Oficio” y “Maestro en la especialidad”. 
La pionera en Argentina fue la Escuela Técnica Otto Krause, inaugurada Buenos Aires en 1899 bajo la presidencia de Julio Argentino Roca, por el mismo Ing. Otto Krause. En primera instancia se denominó "Escuela Industrial de la Nación".
En el resto del país fueron surgiendo de manera paulatina en relación con las necesidades locales y la demanda emanada del mundo laboral. Por ejemplo, en la ciudad de General Roca, provincia de Río Negro, se inauguró la primera escuela técnica en 1938  reconocida como “Escuela de Artes y Oficios”, la cual muto en 1950  a Escuela Regional Mixta y en 1957 ofreció la modalidad Industrial con ciclo básico. Para la década del sesenta comenzó el ciclo superior con la Especialidad Mecánica del cual egresaron los primeros 7 (siete) alumnos. En 1976 se puso en marcha la Especialidad Construcciones y en 1988  la Especialidad para Técnicos en Computación.

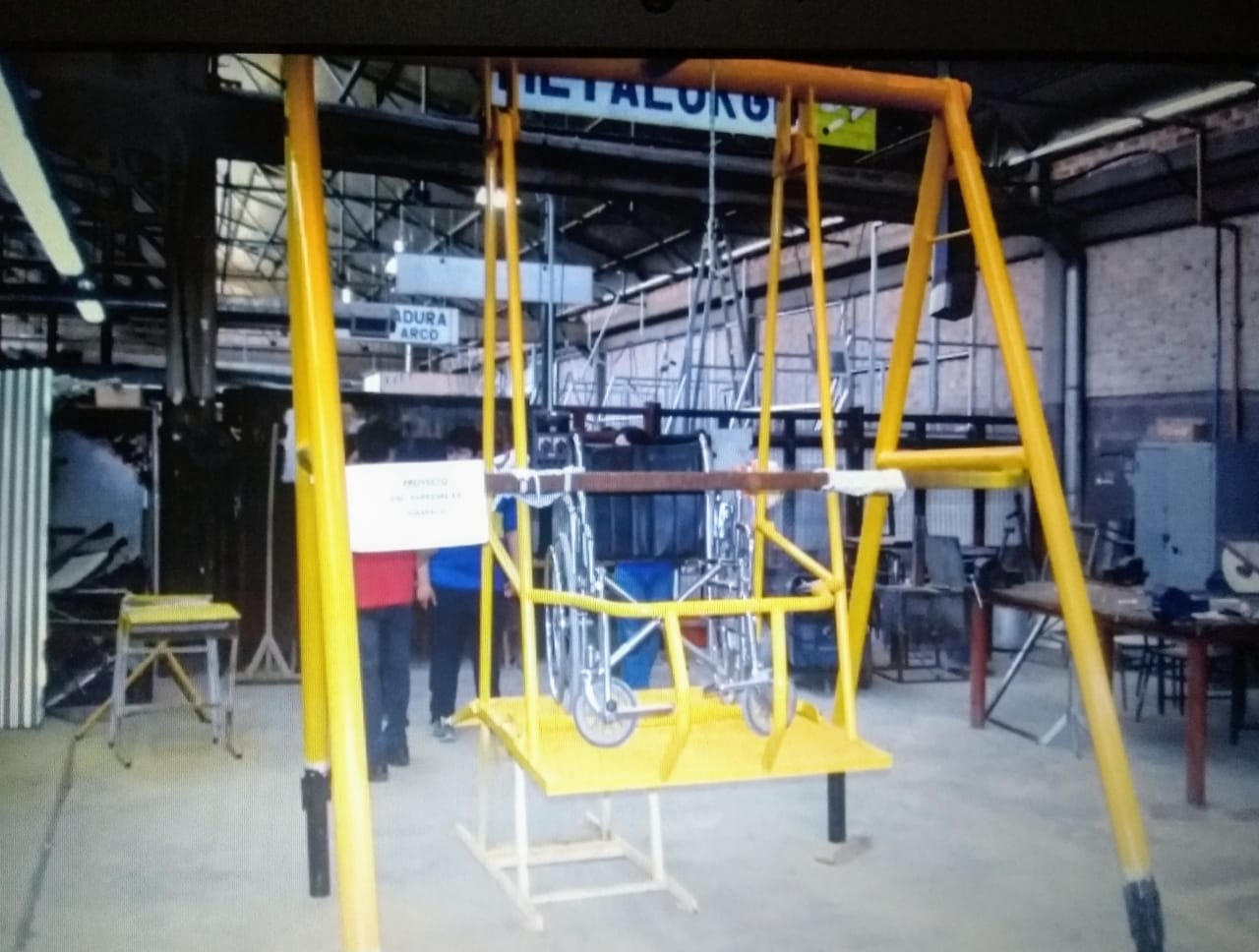
Taller del Centro Educación Técnica N.º 1 General Roca - Río Negro

Los organismos que las nuclearon y regularon pueden resumirse de la siguiente manera:

### CNAOP
Durante el primer gobierno del General Juan Domingo Perón, en 1946, nace lo que se denominó la Comisión Nacional de Aprendizaje (CNAOP), logrando así, fomentar la educación técnica como complemento de la educación primaria. La formación técnica, se centraba en la educación para la clase obrera, dentro de un país que se encontraba en desarrollo.

### CONET
El 15 de noviembre de 1959, se crea el Consejo Nacional de Educación Técnica (CONET), encargado de unificar las Escuelas Industriales de la CNAOP y las Escuelas de Artes y Oficios que quedaban. Este consejo logró la  unificación de una escuela secundaria de 6 (seis) años, donde los alumnos concurrían en 2 (dos) turnos. En el primero recibían  la enseñanza de materias teóricas, y a contra turno, la enseñanza a partir de talleres en los que generalmente las actividades eran netamente prácticas.
En la década del 90, se vivieron momentos de crisis para la educación técnica. Mediante la Ley de Transferencia se disuelve el CONET, para luego, desarticular mediante la Ley Federal de Educación la estructura que poseía hasta ese momento la escuela técnica y pasar de 6 (seis) años a 3 (tres) años como nivel Polimodal.

### INET
Luego de la crisis del 2001, se comenzó a repensar la educación del nuevo milenio. Tras varios debates, se da origen en el año 2005 a la Ley N.º 26.075 (Ley de Financiamiento Educativo), que aumenta la inversión en educación, ciencia y tecnología. Entre los años 2006 y 2010 las escuelas de formación técnica de todo el país, trabajaron para lograr equipamiento, llevar a cabo adecuaciones y reparaciones edilicias, obtención de insumos para las prácticas en talleres y laboratorios, capacitación técnico específica y financiamiento para el desarrollo de proyectos socio-productivos.El 8 de septiembre de 2005 se promulga la Ley de Educación Técnico Profesional N.º 26058, definiendo los lineamientos y los marcos de especialización de la educación técnica. El Instituto Nacional de Educación Tecnológica (INET) aparece como el ente que tiene como misión regular los diferentes planes de estudio en los niveles medio de educación secundaria técnica, superior no universitario y de formación profesional.

## Fundamentos y debates
La formación técnica cumple un rol fundamental en la matriz productiva de los países en vía de desarrollo, aportando mano de obra calificada para los distintos procesos que involucran la ciencia, la tecnología y la innovación. Su función y funcionalidad siempre requiere debates actuales pues son creadoras de mano de obra calificada para un mundo en constante cambio.
En un principio la formación técnica era una unidad pedagógica, organizada en 2 (dos) ciclos: una de formación común y otra de formación orientada, que respondía a las áreas del conocimiento, del mundo social y del trabajo. Con el nuevo diseño curricular establecido por el CFE (Consejo Federal de Educación), se incorporaron más espacios curriculares teórico-humanísticos o de formación general. A partir de la presente ley, se intentó buscar un equilibrio entre las diferentes áreas o campos del saber, repartiendo la carga horaria de los marcos de homologación de forma equitativa sobre la Formación humanística, científico tecnológica y técnico específica. De esta forma la concepción de técnico no es meramente la de un obrero, sino la de otorgarle facultades que responda a fortalecerlos como personas con un sentido crítico, reflexivo y pensante.
A pesar de los intentos de dar uniformidad a todos los establecimientos de educación técnica la realidad de local más la autonomía provincial en materia educativa hace que existan en el país varios formatos de escuelas técnicas, por ejemplo: en la Ciudad de Buenos Aires están los Centros de Educación Técnica con una duración de 6 (seis) años. En la provincia de Buenos Aires, la Ley Provincial de Educación N.º 13.688 establece la Educación Técnico Profesional como una modalidad del Sistema Educativo Provincial. Los Disseños Curriculares de la Educación Secundaria Técnica en esta provincia están normados por la Resolución N°3828/09, que en su Anexo 3 establece que "La Educación Secundaria Técnica conforma una alternativa de educación obligatoria, con siete años de duración, y se constituye como una unidad pedagógica y organizativa comprendida por una formación común y una orientada, de carácter diversificado, que responde a diferentes áreas del Conocimiento, del mundo Social y del Trabajo. La Educación Secundaria Técnica está constituida por dos Ciclos, siendo el primero de ellos Básico, de tres años de duración, y común a todas las tecnicaturas y el segundo Superior de cuatro años de duración y orientado a cada una de las especialidades."
secundaria obligatoria de 7 (siete) años para la modalidad de educación Técnico-Profesional. En la provincia de Santa Fe, la Escuela Industrial superior dependiente de la UNL (Universidad Nacional del Litoral), también extiende sus tecnicaturas a un total de 7 (años) de duración. En la provincia de Río Negro, a partir de la Resolución Ministerial N.º 137/13 del Consejo Provincial de Educación, aprueba las diferentes especialidades con un ciclo básico de formación de 2 (dos) años y un ciclo superior de formación específica de 4 (cuatro) años, dando una formación de  6 años.

## Especialidades
La educación secundaria técnica promueve en los estudiantes el aprendizaje de conocimientos, habilidades, destrezas, valores, capacidades y competencias relacionados con los desempeños profesionales propios de cada tecnicatura y adecuados al entorno socio productivo en el que se desarrollen. Para la Educación Secundaria Técnica se definen las siguientes especialidades:
• Técnico en Energías Renovables 
- Técnico Constructor
- Técnico Constructor Naval
- Técnicatura en Enfermería
- Técnico en Farmacia y Laboratorio[12]
- Técnico Forestal
- Técnico Programador
- Técnico en Computación
- Técnico Vial
- Maestro Mayor de Obras
- Técnico  Electromecánico
- Técnico en Instalaciones electromecánicas
- Técnico Químico
- Técnico en Mecanización agropecuaria
- Técnico Agropecuario
- Técnico en Industrialización de la madera y el mueble
- Técnico Mecánico Rural
- Técnico Alimentario
- Técnico en Electrónica
- Técnico Electricista/Electrotécnico con orientación en electrónica industrial
- Técnico en Administración de empresas
- Técnico en Administración y Gestión
- Técnico en Aeronáutica
- Técnico en Automotores
- Técnico Aviónico
- Técnico Mecánico
- Técnico Mecánico Electricista
- Técnico Mecánico vial
- Técnico en Plantas industriales
- Técnico Hidráulico
- Técnico en Aerofotogrametría
- Técnico en Diseño y Comunicación Multimedial
- Técnico en Industria de la Indumentaria
- Técnico en Informática Personal y Profesional
- Técnico en Servicios Turísticos
- Técnico en Arte y Decoración
- Técnico en Gastronomía
- Técnico en Micro emprendimientos productivos
- Técnico en ortesis y prótesis
- Técnico en mecatrónica
- Técnico en Minería